# Otto Ohlsen
Otto Ohlsen (* 18. Dezember 1916 in Apenrade; † 25. September 2005 in Hamburg) war langjähriger Direktor des DRK-Suchdienstes.

## Leben
Der Nordschleswiger Otto Ohlsen machte sein Abitur am Hamburger Christianeum. Während des Zweiten Weltkrieges war er im Generalstab der Wehrmacht tätig. Nach dem Ende des Krieges engagierte er sich ab 1946 bei dem Suchdienst des Deutschen Roten Kreuzes. Die Organisation führte in ihren Listen die Vermisstenmeldung von mehr als 14 Millionen Menschen. 
Im Jahr 1955 wurde Ohlsen Direktor der DRK-Suchdienstzentrale und arbeitete auch während des Kalten Krieges mit den ost- und südosteuropäischen Staaten zusammen. 1982 wurde Otto Ohlsen pensioniert. In seiner 36-jährigen Tätigkeit hatte der DRK-Suchdienst es geschafft, 1.245.000 Deutsche mit ihren Angehörigen zusammenzuführen und die Schicksale von 350.000 verschollenen Zivilisten zu klären. Lediglich 1.500 offene Anfragen aus 291.000 Suchanfragen nach vermissten Kindern waren zu verzeichnen.   
Otto Ohlsen hinterlässt seine Ehefrau Ilse, vier Töchter, sechs Enkel und drei Urenkel.